# Karolinai lappantyú
A karolinai lappantyú (Antrostomus carolinensis) a madarak (Aves) osztályának a lappantyúalakúak (Caprimulgiformes) rendjéhez, ezen belül a lappantyúfélék (Caprimulgidae) családjához tartozó faj.

## Rendszerezése
A fajt Johann Friedrich Gmelin német természettudós írta le 1789-ben, a Caprimulgus nembe Caprimulgus carolinensis néven.

## Előfordulása
Kanada, az Amerikai Egyesült Államok, Mexikó, Costa Rica, Honduras, Nicaragua, Guatemala, Panama, Salvador, Antigua és Barbuda, az Amerikai Virgin-szigetek,  Aruba, a Bahama-szigetek, Barbados, Bonaire, a Brit Virgin-szigetek, Saba, Kajmán-szigetek, Kuba, a Dominikai Közösség, a Dominikai Köztársaság, Haiti, Jamaica, Martinique, Montserrat, Puerto Rico, Sint Eustatius, Saba, Saint Kitts és Nevis, Saint Lucia, Saint-Pierre és Miquelon, a Saint Vincent és a Grenadine-szigetek, Suriname, a Turks- és Caicos-szigetek, Belize, Francia Guyana, Kolumbia, Guyana, Suriname és Venezuela területén honos.
Természetes élőhelyei a szubtrópusi vagy trópusi lombhullató erdők, mérsékelt övi erdők, füves puszták és cserjések, barlangok közelében. Vonuló faj.

## Megjelenése
Testhossza 27–34 centiméter, testtömege 94–137 gramm.

## Életmódja
Rovarokkal táplálkozik.

## Szaporodása
|  |  |

## Természetvédelmi helyzete
Az elterjedési területe rendkívül nagy, egyedszáma is nagy, de csökken. A Természetvédelmi Világszövetség Vörös listáján mérsékelten fenyegetett fajként szerepel.